# Raymond Bloch
Raymond Bloch (Parigi, 4 maggio 1914 – Parigi, 12 agosto 1997) è stato un latinista, etruscologo e storico francese.

## Biografia
Figlio del linguista e lessicologo Oscar Bloch, fu allievo dell'École Normale Supérieure di Parigi dal 1934 al 1938, con una laurea in grammatica nel 1938; vide un inizio promettente della sua carriera interrotto improvvisamente dalla guerra: mobilitato nel 1939 come ufficiale ma imprigionato in Germania, non riuscì a proseguire gli studi alla scuola francese di Roma, di cui era stato nominato membro, e, dopo la sconfitta del suo paese, subì lunghi anni di prigionia in Germania, da cui ritornò solo dopo la fine del conflitto del 1945. 
Dal 1945 al 1947 fu membro della Scuola Francese di Roma, poi diresse gli scavi a Bolsena e Casalecchio di Reno, dal 1960 al 1965, in collaborazione con Guido Achille Mansuelli. Amante dell'Italia non perse l'occasione di tornare in questo paese che tanto apprezzò, dove ebbe molte amicizie e di cui parlò con passione davanti ai suoi studenti.
Dal 1949 fino al suo ritiro nel 1982, fu direttore degli studi presso l'École pratique des hautes études (sezione IVe), dove tenne ogni settimana un seminario il giovedì mattina, al quale parteciparono tutti coloro che volevano studiare la civiltà etrusca e i primi secoli della civiltà romana.
Negli anni Cinquanta, Raymond Bloch aderì all'ipotesi che gli Etruschi avessero un'origine orientale in seguito allo studio di diversi campi della vita etrusca come l'arte, la cultura, la religione o il pensiero, per quanto mostrò maggiore cautela rispetto ai suoi predecessori. Bloch ipotizzò che l'origine orientale fosse dovuta a navigatori stranieri arrivati durante la fase villanoviana, Bloch fu anche tra i primi a sostenere che i Villanoviani fossero i proto-Etruschi. La cultura villanoviana ebbe importanti contatti con i Greci stabilitisi nell'Italia meridionale e con i mercanti fenici a metà dell'VIII secolo a.C., e questa potrebbe essere una delle cause dell'ellenizzazione della cultura romana qualche secolo dopo.
Fu eletto all'Accademia delle iscrizioni e delle belle arti nel 1982. Morì a Parigi nel 1997.

## Opere
- Les Origines de Rome, 1946;
- Les Étrusques, Parigi, 1954, in italiano Gli Etruschi, 1954;
- L'Art et la civilisation étrusques, 1955;
- Les prodiges dans l'antiquité classique, 1963, in italiano Prodigi e divinazione nel mondo antico, 1976;
- L'Art des Étrusques, 1965;
- Tite-Live et les premiers siècles de Rome, 1965.